# Ramot Naftali
Ramot Naftali (hebrejsky רָמוֹת נַפְתָּלִי, doslova „Naftalské výšiny“, anglicky Ramot Naftali) je vesnice typu mošav v Izraeli, v Severním distriktu, v Oblastní radě Mevo'ot ha-Chermon.

## Geografie
Leží v nadmořské výšce 373 metrů v Horní Galileji, na náhorní terase zvané též Bik'at Kedeš (údolí Kedeš), která na severu přechází do hor Naftali a na východě prudce podél severojižně orientovaného zlomu klesá do Chulského údolí s horním tokem řeky Jordán. Severně od vesnice do něj míří hluboký kaňon vádí Nachal Kedeš. Jihovýchodně od vesnice ohraničuje údolí Kedeš pahorek Har Zemer, ze kterého do Chulského údolí stéká kratší vádí Nachal Zemer. Nedaleko od něj pak stojí ještě pahorek Keren Naftali se zbytky starověké pevnosti. Osada leží jen cca 3 kilometry od hranic s Libanonem.
Vesnice se nachází cca 35 kilometrů severně od města Tiberias, cca 135 kilometrů severovýchodně od centra Tel Avivu a cca 60 kilometrů severovýchodně od centra Haify. Ramot Naftali obývají Židé, přičemž osídlení v tomto regionu je převážně židovské. Výjimkou je vesnice Richanija cca 7 kilometry jihozápadním směrem, kterou obývají izraelští Čerkesové. Centrální hornaté oblasti Galileji s demografickou převahou izraelských Arabů a Drúzů leží dále k jihozápadu.
Ramot Naftali je na dopravní síť napojen pomocí lokální silnice číslo 886 a lokální silnice číslo 889, která vede do údolí Jordánu, kde se napojuje na dálnici číslo 90. Poblíž této křižovatky leží komplex Merkaz Koach, ve kterém sídlí úřady Oblastní rady Mevo'ot ha-Chermon.

## Dějiny
Ramot Naftali byl založen v roce 1945. Zakladateli byla skupina bojovníků Palmachu. Zpočátku obývali opěvněnou budovu postavenou firmou Solel Bone zvanou „pevnost“ (mecuda). Budova měla mít strategický význam s výhledem na libanonské hranice i do Chulského údolí. V roce 1946 sem přišli další osadníci - židovští veteráni z Židovské brigády, kteří bojovali na straně Britů v druhé světové válce.
Během války za nezávislost v roce 1948 byl Ramot Naftali opakovaně napaden Araby a dočasně obležen, ale nebyl dobyt. Boje vrcholily v červnu 1948, kdy o dobytí vesnice pokoušeli Libanonci, ale nebyli úspěšní.
V okolí současného mošavu se do roku 1948 rozkládaly arabské vesnice Harrawi, an-Nabi Juša a Kadas. Byly dobyty během války za nezávislost izraelskými silami v květnu 1948 a jejich obyvatelé uprchli. Opuštěné vesnice pak byly zbořeny. Zůstala stát jen muslimská svatyně v an-Nabi Juša.
Po válce se osada proměnila na ryze civilní. V 50. letech 20. století prožíval ale mošav těžkou ekonomickou krizi. V roce 1963 tu žila jen jedna rodina, teprve pak sem dorazila skupina nových obyvatel. V bývalé pevnosti nazývané Mecudat Koach nebo Mecudat Juša nyní sídlí základna izraelské hraniční policie.
Ekonomika obce je založena na zemědělství a turistickém ruchu. Počátkem 21. století byla vesnice prohlášena za turistickou lokalitu.

## Demografie
Obyvatelstvo mošavu Ramot Naftali je sekulární. Podle údajů z roku 2014 tvořili naprostou většinu obyvatel v mošavu Ramot Naftali Židé - cca 500 osob (včetně statistické kategorie "ostatní", která zahrnuje nearabské obyvatele židovského původu ale bez formální příslušnosti k židovskému náboženství, cca 600 osob).
Jde o menší sídlo vesnického typu s dlouhodobě rostoucí populací. K 31. prosinci 2014 zde žilo 568 lidí. Během roku 2014 populace stoupla o 2,9 %.
| Rok            | 1961 | 1972 | 1983 | 1995 | 2001 | 2003 | 2004 | 2005 | 2006 | 2007 | 2008 | 2009 | 2010 | 2011 | 2012 | 2013 | 2014 |
| -------------- | ---- | ---- | ---- | ---- | ---- | ---- | ---- | ---- | ---- | ---- | ---- | ---- | ---- | ---- | ---- | ---- | ---- |
| Počet obyvatel | 79   | 261  | 338  | 338  | 405  | 446  | 459  | 461  | 467  | 467  | 475  | 522  | 524  | 528  | 551  | 552  | 568  |